# Ramal a Playa Unión
Ramal a Playa Unión era una derivación vial del Ferrocarril Central del Chubut hacia la localidad balnearia de Playa Unión. El ramal fue unos de los pocos que tenía una función turística de enlazar las localidades del valle inferior del Chubut con el naciente balneario. A su vez, tenía la importante tarea de comunicar al ferrocarril principal con la capital chubutense con una variada cantidad de líneas diarias.
La importancia del ramal que tuvo por su tamaño y todos los movimientos que generaba lo llevó ser el ramal subsidiario del Ferrocarril Central del Chubut más relevante. Esto pronto causó que el ramal tuviera jefatura en Trelew, donde se comandaba al ramal y el resto de las estaciones hasta Altos de Las Plumas.
Fue el ramal subsidiario de trocha angosta más importante en la Patagonia por sus 25 kilómetros de largo. Además, teniendo en cuenta el resto de los ramales subsidiarios o derivado ocupó el segundo lugar en la región detrás del ramal Ramal Ferroviario Cipolletti-Barda del Medio.
Tras el cierre del 28 de octubre de 1961 del Ferrocarril Central del Chubut, el ramal vio correr el último tren a Rawson que circuló por sus vías por última vez. Además, se ejecutaron aquí las últimas instrucciones que recibió el personal de ferrocarril.

## Toponimia

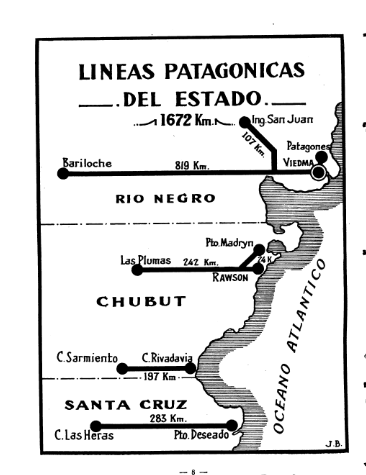
El ramal marcado como el ramal subsidiario de un ferrocarril más importante de todos los ferrocarriles patagónicos.

El nombre del ramal fue variando con una primera referencia al destino exclusivo de Rawson como Ramal a Trelew - Rawson. Sin embargo, con el impulso alcanzado por el balneario no tardo en tener el nombre definitivo Ramal a Playa Unión.

## Datos Geográficos
Se hallaba a tan solo 100 metros de estación Trelew por lo que se facilitaba su operación con el personal de esa estación. Su elevación era de 11 metros sobre el nivel del mar. El ramal supo surcar las márgenes de las lagunas del Ornitólogo  y del río Chubut. Singularmente, uno de los últimos vestigios del ramal es la conservación en buen estado del Puente Ferroviario Rawson-Playa Unión; de los pocos puntos sobrevivientes de todo el ferrocarril. 

## Historia
Con la inauguración de la línea férrea en 1888, la empresa envió cartas al entonces gobernador Luis Jorge Fontana solicitando las extensiones a Rawson y Gaiman. En dichas cartas también se incluyeron planos con los lotes solicitados para las estaciones. Sin embargo, la iniciativa estatal del ferrocarril no avanzó. El ferrocarril Central del Chubut se mantuvo bajo explotación de compañías privadas hasta 1922, en que es transferido al Estado Nacional. El Estado sólo tuvo contrato de arrendamiento de doce meses desde 1 de noviembre de 1922 con el FCCC. Se intentó completar la compra total lo más pronto posible, pero el estado financiero era desastroso durante la mayoría de los años 1920. La compra formal fue efectiva solamente en 1936. El nuevo dueño aceleró el proyecto del ramal hacia la capital chubutense.
La inauguración del tramo Trelew - Rawson sucedió el 22 de mayo de 1923. No obstante, la formación ferroviaria tuvo un descarrilamiento a la altura de Casa Blanca, dado que el terraplén había cedido por no estar bien asentado, sumado a que la locomotora estaba en malas condiciones y  debió ser aprovisionada de agua. Solucionado el inconveniente sin heridos ni daños importantes, el tren finalmente llegó a Rawson a las 13:15 hs, donde fue recibido con un acto oficial, encabezado por el gobernador Orestes Franzoni. La formación se detuvo se detuvo en la estación provisoria, levantada frente a la plaza que existía calle por medio con la iglesia parroquial.
Por consiguiente, la inauguración fue totalmente provisoria e incompleta ya que aun faltaban completar diversos trabajos en las vías: reforzar los terraplenes y alcantarillas, construir ramales de desvíos, triángulo para el cambio de dirección de la locomotora y edificar la estación de Rawson. Estos trabajos demandaron 7 meses de intensa tarea, calculándose que todo estaría terminado para el 12 de octubre, fecha que se pensó primeramente habilitarlos pero el mal tiempo reinante atrasó dichos trabajos por lo que recién quedó el servicio liberado al público el miércoles 17 de octubre a las 08.20 horas.
El empalme que posibilitaba el desvío de la vía principal a Puerto Madryn estaba en la esquina sudoeste de la laguna Chiquichano. El ferrocarril ya se encontraba bajo control estatal. Durante su funcionamiento, los trenes no solo iban rumbo a Trelew, ya que en los itinerarios aparece como cabecera del ferrocarril en la línea Rawson - Alto de Las Plumas.
El sábado 17 de noviembre de 1923, se inauguró el último tramo a  Playa Unión, acontecimiento que resultó una espléndida fiesta. Para ello se hizo correr un tren especial desde Trelew, el que previa detención en Rawson llegó a Playa Unión a las 11.30 horas, pero desde Rawson, otros dos trenes lo habían precedido, llegando a las 10.00 el primero y el otro a las 11.00 horas, todos ellos repletos de pasajeros, calculándose que en playa se habían reunido más de 1.000 personas.
Durante su funcionamiento, los trenes no solo iban rumbo a Trelew, ya que en los itinerarios aparece como cabecera del ferrocarril en la línea Rawson - Alto de Las Plumas.
En sus comienzos el ferrocarril promovía el turismo al balneario que no tenía infraestructura, por lo que dejaba sus vagones al servicio de los pasajeros y luego proseguía viaje. Los usuarios del tren eran responsables de mantenerlos higiénicos hasta le el regreso de la próxima formación que los buscaba. Los pasajeros tenían una gran responsabilidad, ya que entregaban los mismos en buenas condiciones y no contaminaban la playa con basura en esos tiempos.De este modo, la demanda de los servicios eran los fines de semana y durante el verano.Según los registros de periodísticos de la época, «hacia 1946 los trenes hacia Playa Unión veían colmada su capacidad, no alcanzando a satisfacer las demandas de los pasajeros».El viaje entre Rawson y Playa Unión duraba entre 15 y 20 minutos. Desde los años 1920 en adelante acompañado por el ferrocarril, el balneario se fue consolidando a partir de la construcción de casas de veraneo de familias de las restantes ciudades del valle inferior del río Chubut. La piedra fundamental y las primeras casas aparecieron en 1923, junto con la estación.
Tras el cierre del 28 de octubre de 1961, el ramal a Playa Unión vio correr el último tren a Rawson; formación que tuvo la lamentable marca de ser la última que circuló en todo el Ferrocarril Central del Chubut.
Tan solo 7 años del cierre del ferrocarril la población de Rawson comenzó a manifestar incomodidad con las abandonadas vías del ramal. En una nota de 1968 en el diario Jornada se acusó a los durmientes de ser peligrosos en sus bordes astillados, a las vías de ser poco estéticas y al terraplén de entorpecer el tráfico automotor. Se recordaba que el ferrocarril era inviable y que debía ser levantada su infraestructura para completar el progreso del pujante Rawson. Desde 1969 a 1975 los gobiernos nacionales militares y peronistas levantaron la vía de todo el ferrocarril principal y los ramales anexos. No obstante, en el ramal a Playa Unión se vieron arrasados los terraplenes de la zona urbana de Rawson a Playa Unión. Ya para inicios de la década de los años 1990 no había indicios casi de rastros ferroviarios en el tramo Trelew - Playa Unión. Por estos hechos,  solo la exestación Playa unión y el puente resultan ser ubicables hoy en día. Incluso se llegó a desmantelar la estación Rawson en pos del progreso urbano.
Con el cierre del ramal, el edificio de la estación Playa Unión fue remodelado y transformado en comisaría de la Policía de la Provincia del Chubut.
Para el 17 de diciembre de 1993 el Consejo Deliberante de Rawson declaró a los restos del puente patrimonio histórico municipal. De este modo, la ordenanza 3548/93 tiene el objetivo de restaurar, resguardar y buscar la concientización sobre el pasado del puente y el ferrocarril a través de cartelería.

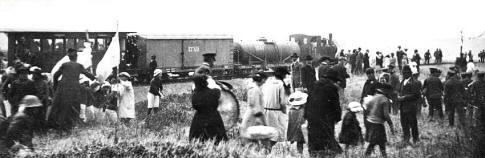
Inauguración de Playa Unión con la llegada del tren en 1923.

Actualmente, claramente se puede ver el puente con una sección de vías. El mismo se haya ubicado en medio de la autovía de doble trocha que une Playa Unión con Rawson. En 2013 como parte de los festejos de los 90 años de la llegada del ferrocarril al balneario; se inauguró nueva cartelería con información histórica del ferrocarril. Gracias a los esfuerzos de la escuela 776 y la colaboración de vialidad provincial, se colocaron dos carteles nuevos para concientizar del pasado de la zona y el puente. Además, se erigió otro monumento; que también recuerda al extinto ferrocarril. El mismo está compuesto por una pared pequeña donde se recreó la vía con durmientes y rieles traídos de La Trochita de Esquel.

## Infraestructura

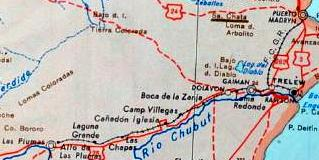
Mapa de los puntos más relevantes del ferrocarril en 1962 con Rawson como único punto destacable del ramal.

El ramal fue descripto en dos itinerarios. Estos documentos se ocuparon de describir extensamente la infraestructura de la vía y de sus puntos:
El primer itinerario en describir el ramal en forma completa fue el itinerario de 1934:
- Rieles: tipo Thyssen Ltda. peso por metro 17.300.
- Durmientes: de madera, 1500 por kilómetro.
- Balasto: terraplén de ripio.
- Puntos del ramal: Empalme a Playa Unión, kilómetro 78, estación Rawson y estación Playa Unión.
- Pesos máximos permitidos: Trenes mixtos 200 toneladas y trenes cargueros 250 toneladas (la mayor capacidad del ferrocarril compartida con el tramo kilómetro 64 - Madryn).

El segundo fue el itinerario de 1940::
- Rieles: tipo Thyssen Ltda. peso por metro 17.300.
- Durmientes: de madera, 1500 por kilómetro.
- Balasto: terraplén de ripio.
- Puntos del ramal: Empalme a Playa Unión, kilómetro 78, estación Rawson, kilómetro 93 y estación Playa Unión.
- Pesos máximos permitidos: Trenes mixtos 250 toneladas y trenes cargueros 470 toneladas (la mayor capacidad de todo el ferrocarril).

El último itinerario de 1945 con información de 1958 e informes del tiempo de la clausura:
- Rieles: tipo Thyssen Ltda. peso por metro 17.300.
- Durmientes: de madera, 1500 por kilómetro.
- Balasto: terraplén de ripio.
- Puntos del ramal: Empalme a Playa Unión, kilómetro 78, estación Rawson, kilómetro 93 y estación Playa Unión. El informe de 1958 notificó los apeaderos kilómetro 82 y kilómetro 87 como adicionados.
- Pesos máximos permitidos: no informado.
- Sistema telegráfico - Telefónico en tres puntos del ramal:

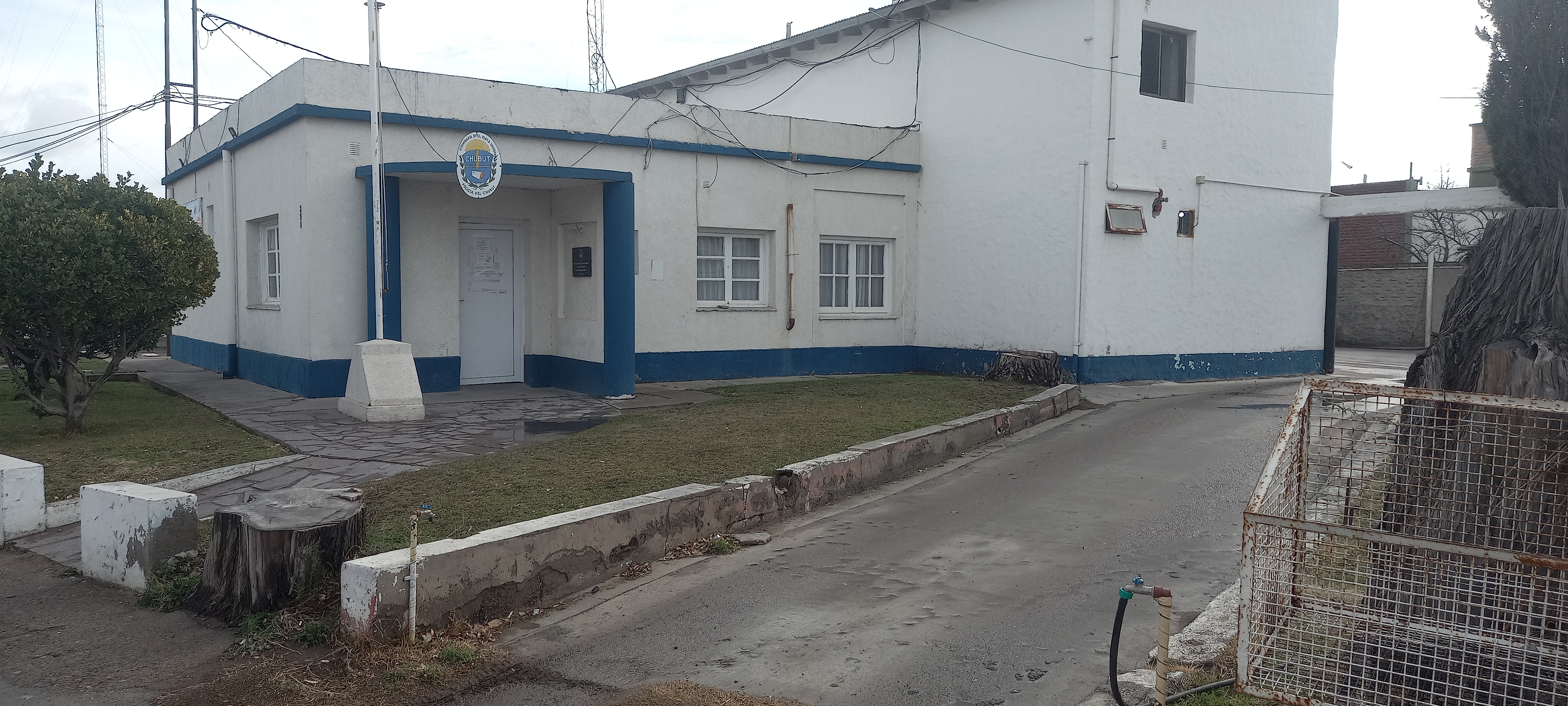
Vista frontal de la última ex estacón del ramal; hoy en poder de la policía. Hoy está modificada junto con su boletería y su andén

  - Trelew
  - Rawson
  - Playa Unión

## Funcionamiento

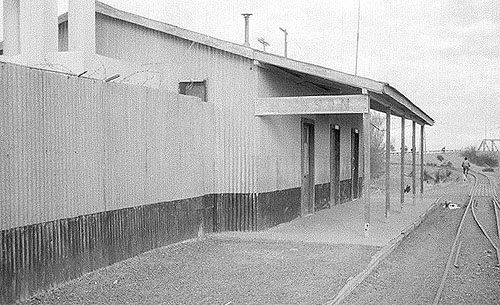
Estación Rawson FCCH vista completa antes de su demolición.

Un análisis de itinerarios, guías e informes de este ramal a lo largo del tiempo demuestra como fue variando sus líneas, horarios y cabeceras. 
Un informe del año 1928 mostró al ferrocarril dividió en dos líneas. Desde Madryn partía los martes, miércoles y jueves  la línea «Central del Chubut» con destino a Dolavon, previo paso por las intermedias. El viaje salía desde la estación matriz y arribaba a destino a las 12:05 con una gran mejora de tiempo. En tanto, el tren tardaba en unir Madryn con el apeadero Desvío Kilómetro 35 1:25 minutos y con Trelew 2:30 con leve mejora. Este viaje contenía una sub línea que partía los días lunes y viernes a Gaiman a las 7:30 y arribaba a destino a las 11:30. La segunda era llamada «A Colonia 16 de Octubre». Aunque el tren no arribaba a dicha colonia, lo hacía en combinación con buses. Esta línea los días lunes y viernes recorría el resto del tendido hasta Alto de Las Plumas. Sin embargo, el punto de salida era Rawson y no Madryn. El viaje iniciaba a las 9:25 y culminaba a las 18:57. El documento no informó sobre mayores detalles del ramal y se limitó a exponer solo el viaje que se ejecutaba en trenes mixtos sobre el tramo Trelew-Rawson en 40 minutos. Además, se comunicó una efímera línea que recorría diariamente el trayecto Rawson a Dolavon desde las 18:00 y culminaba a las 20:07.
Un tercer informe de 1930 expuso unificadas las dos líneas anteriores y puso a Madryn como cabecera. El viaje partía los lunes y viernes de estación Puerto Madryn a las 7:30 y arribaba a Las Plumas a las 19:35. Se vio también como Rawson perdió el protagonismo frente a Trelew, que se mostró eje de otras líneas. El ramal a Playa Unión siguió descripto como Trelew - Rawson sin informar mayores detalles. No obstante, se se describió una gran variedad e combinaciones y horarios que recorrían diariamente el ramal desde la mañana hasta la tarde noche.
El itinerario de 1934 fue unos de los más completos. En el se brindó por primera vez información sustanciosa y clave del ramal. De este modo, se reveló la longitud , materiales, estaciones y se introdujo la novedad de los ferrobuses. El ramal tenía un servicio de diez trenes mixtos cada semana, y en adición, nueve viajes por coche motor. Había tres trenes desde Trelew por día en la mayoría de los días desde las 9:05, 11:25, 15:00 y 17:00, mientras que el arribo a Playa Unión tardaba en coche motor 40 minutos y 55 minutos si era a vapor. En cuanto a lo diferentes puntos del ramal, fueron nombrados por primera vez Empalme Playa Unión, estación Playa Unión y el desvío kilómetro 78.
El quinto informe de 1936 constató la mejoría en los tiempos de los viajes a vapor y vio consolidados a los ferrobuses.  El ramal volvió a ser descripto solo en el tramo de Trelew a Rawson, nombrando solo esos dos puntos. El ramal pasó a ser operado en forma exclusiva por trenes mixtos todos los días menos los domingos desde Trelew a partir de las 8:05 hasta 16:30. En cambio, los domingos se disponía de dos servicios desde Trelew desde las 9:00 y 14:00. En tanto, el regreso de Rawson se producía todos los días menos domingos desde las 9:30 hasta las 18:05 y los domingos con dos viajes a las 11:20 y 19:50. Por último, el ramal contaba en este itinerario con gran cantidad de combinaciones con las diferentes líneas rumbo a Madryn,, Altos de Las Plumas o Dolavon. 
La guía de horarios del 1 de abril de 1938 no expuso diferencias significativas respecto al documento de 1936. Sin embargo, el empalme a Playa Unión alcanzó su nombre oficial en desmedro de la anterior denominación "empalme a Rawson". Esto también se trasladó al nombre del ramal que pasó a denominarse a Playa Unión en los años posteriores.
El itinerario de Ferrocarriles del Estado del 15 de diciembre de 1940. En este documento fue el segundo que presentó en su totalidad el ramal Trelew - Playa Unión con datos claves como en el itinerario de 1934. El itinerario reveló que el ramal contenía dos líneas: la primera operaba con ferrobuses que partían los miércoles de Trelew a las 9:10 y finalizaban en Rawson. En tanto, la otra línea ejecutada por ferrobuses que hacían el tramo completo hasta Playa Unión martes, jueves, viernes y sábados saliendo desde Trelew a las 9:10 y finalizando en Playa Unión a las 10:00. El mismo viaje tenía una variación partiendo los miércoles 10:30, arribo a Rawson 11:00 y finalización a las 11:20. El último aspecto del ramal a Playa Unión es que era conectado por trenes mixtos diariamente los domingos desde las 16:30, paso por Rawson a las 17:05 con arribo a las 17:25; también los domingos estos trenes partían desde las 9:10 para llegar 10:05 y contaban con una salida intermedia desde las 14:30 para llegar 15:10. También, estos trenes ejecutaban salidas los lunes 9:10 con arribo al balneario a las 10:10. Por último, el itinerario informó que Playa Unión aun no poseía edificación para pasajeros en estos años, se aludió por primera vez a kilómetro 93 y se volvió a nombrar a kilómetro 78.

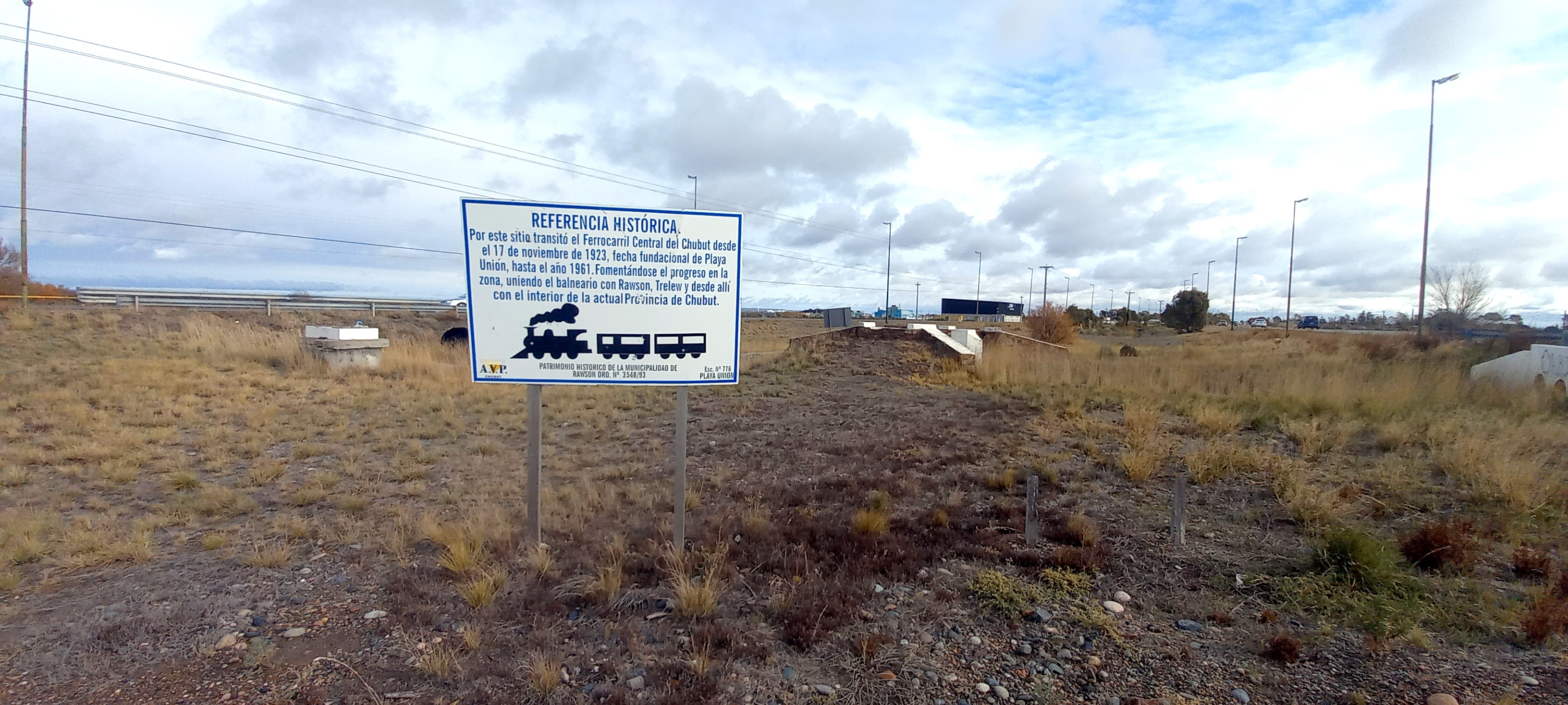
Los restos del puente alcantarilla vuelto monumento municipal con cartelería informativa. Nótese que el curso de agua aun fluye por el lugar y es atravesado por otros dos puentes alcantarillas que son surcados por la ruta provincial. Hoy es uno de los últimos puntos visibles de lo que fuera el ramal.

El informe de horarios de 1942 no brindó ninguna alusión a este punto en el ramal a Playa Unión y en el recorrido a Altos de Las Plumas. Paradójicamente, a pesar de que se nombró a la estación Playa Unión solo se describieron viajes y horarios para el tramo  Trelew - Rawson. 
El itinerario del verano de 1946  agregó más frecuencias con la misma demora de 30 en el viaje de Trelew a Rawson. Alternando Rawson y Playa Unión como punta de rieles del ramal.  La primera de las frecuencias partía a las 6:35 con arribo a las 7:05 solo a Rawson, todos los días hábiles. La segunda partía a las 7:00 desde Trelew para llegar a Rawson a las 7:30. La tercera era operada por trenes mixtos desde las 8:20 con arribo final a Rawson 8:55. En esta frecuencia no se aclaró los días pero empezó a figurar Playa Unión como destino final del ramal, luego de pasar por Rawson el tren llegaba a Playa Unión a las 9:10. La cuarta frecuencia era operada por ferrobús todos los días menos los domingos. Esta partía de Trelew 10:30, llegaba a Rawson a las 11:00 y luego seguía a Playa Unión con arribo 11:15. La quinta partía de Trelew a 13:15 con destino a Rawson a 13:45. La sexta era llevada a cabo por trenes mixtos partiendo de Trelew a las 14:10, paso por Rawson a las 14:45 y arribo a Playa Unión a las 15:00 horas. La última frecuencia era operada de nuevo por coche motor todos los días menos los domingos. El viaje partía desde Trelew a las 18:45 para arribar a Rawson 19:45. Por último, el documento clasificó a Rawson y Playa Unión entre las principales del ferrocarril.
El 10 de diciembre de 1948 fue presentado otro itinerario. El mismo mantuvo condiciones similares que su antecesor. La sección de la línea que tenía como destino Playa Unión encontró un servicio diversificado y aburándote: un viaje ejecutado en coches motor  todos los días desde las 10:40 con arribo al balneario a las 11:25. El regreso se producía desde las 13:00 y arribo a Trelew a las 13:45. En tanto, trenes mixtos ejecutaban el viaje todos los días saliendo desde Trelew a las  8:35 y 13:50 para alcanzar el balneario a las 9:25 y las 14:40. El viaje de regreso todos los días desde las 13:00 y las 18:05 y los domingos desde las 18:55 y las 9:35. Por otra parte, el ramal mantenía sub línea que no alcanzaba Playa Unión. La misma partía todos los días hábiles con ferrobuses desde Trelew a las 6:25 y alcanzaba Rawson a las 6:55. Además, el servicio se completaba con un servicio diario (menso los domingos) desde las 18:35 con arribo a Rawson 19:05.
Para el último informe de horarios de noviembre de 1955 se comunicó que los servicios de pasajeros corrían en 6 frecuencias todas operadas solo por ferrobuses. La primera se ejecutaba de lunes a viernes desde Trelew a las 6:25 con arribo a esta estación a las 6:45. La segunda partía los días hábiles de Trelew a las 8:35, pasando por Rawson a las 9:05, con destino final Playa Unión a las 9:18. La tercera operaba domingos y feriados. Partía de Trelew a las 8:35, pasando por Rawson a las 9:10 para terminar el viaje en Playa Unión a las 9:25. La cuarta frecuencia corría todos los días menos domingos desde las 10:40, pasando por Rawson a las 11:10 con arribo a Playa Unión a las 11:25. La quinta frecuencia no especificó días. Esta iniciaba 14:20, pasaba por Rawson a las 14:55 con arribo final a Playa Unión a las 15:15. La última salía todos los días desde Trelew a las 18:00, llegando a Rawson a las 18:35, para finalizar a las 18:55 en Playa Unión. Las frecuencias fueron 1,2 y 4 fueron hechas por servicio limitado que parece corresponderse con los ferrobuses. Mientras que las 3, 5 y 6 fueron realizados por servicios de clase única. Estos servicios tardaban 5 minutos más, y aunque el informe afirmó que eran ferrobuses los ejecutores, es más probable que estos servicios fueron hechos por trenes mixtos como los otros informes. En cuanto al funcionamiento de los diferentes puntos, se adicionaron los apeaderos kilómetro 82 y kilómetro 87 y se omitió kilómetro 93 por considerarse solo un punto de cargas.

## Población
El ferrocarril, junto con el ramal, aseguraron la conectividad poblacional y el movimiento de cargas de la zona más productiva de la provincia. Hoy el área conectada por el ferrocarril es conocida como Valle inferior del río Chubut y abarca los departamentos de Rawson y Gaiman. La suma poblacional hace que concentre buena parte de la población de la Provincia del Chubut, similar a la del Aglomerado urbano de Comodoro Rivadavia - Rada Tilly, en la Cuenca del Golfo San Jorge.
| Localidad           | Población (2001) |
| Dolavon             | 2.929 hab.       |
| Gaiman              | 4.292 hab.       |
| Playa Unión         | 3.187 hab.       |
| Puerto Rawson       | 192 hab.         |
| Rawson              | 22.493 hab.      |
| Trelew              | 99.201 hab.      |
| Veintiocho de Julio | 109 hab.         |
| Total               | 132.403 hab.     |

Además, el valle cuenta con varias zonas rurales que delimitaron los colonos galeses como Tyr Halen, Boca Toma, Tom Bach, Glan Alaw, Maesteg, Bethesda, Bryn Crwn, La Angostura, Villa Inés, Bryn Gwyn, Drofa Dulog, Treorky, Puente San Cristóbal, Hendre, Glyn Du, Tres Sauces y Playa Magagna.

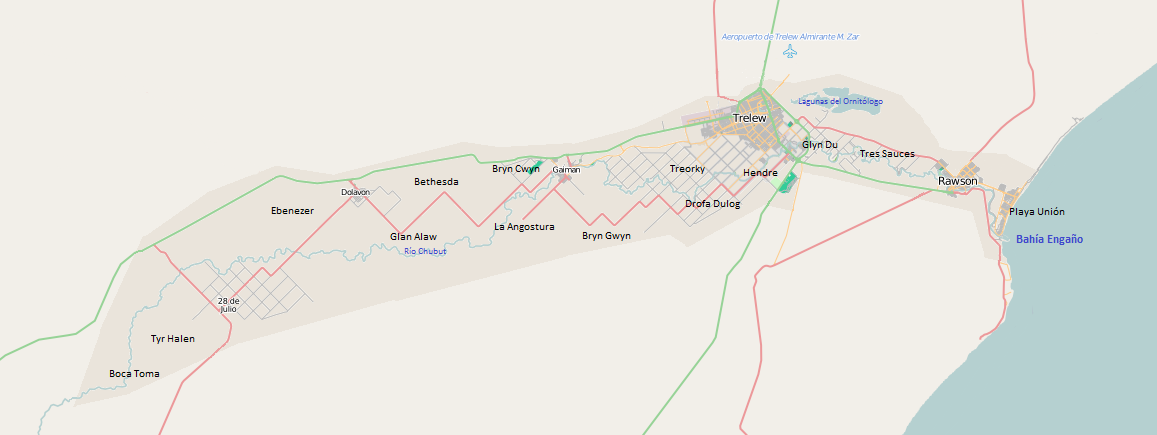
Mapa del valle con las localidades y zonas rurales. El ramal seguía el perfil de desembocadura rumbo a Playa Unión